# Pia Klemp
Pia Klemp (Bonn, 1983) es una capitana de barco, activista y escritora alemana.

## Carrera
Entre 2011 y 2017 trabajó para la organización Sea Shepherd, participando en muchas operaciones internacionales de protección de los animales marinos. Entre 2016 y 2018 comandó dos barcos de rescate en el Mar Mediterráneo para las ONG alemanas Jugend Rettet y Sea-Watch durante la crisis migratoria europea.
Sus barcos rescataron a unos 14.000 migrantes para evitar que se ahogaran, y fue responsable del rescate de más de mil de ellos. Uno de sus barcos, el Iuventa, fue incautado por las autoridades italianas en 2017, quienes la acusaron de cooperar con los traficantes de personas, y afirmaron que muchos de los rescatados no corrían un riesgo inminente de muerte. Su buque más reciente, el Sea-Watch 3, fue bloqueado por las autoridades maltesas durante varios meses en 2018.

## Premios y reconocimientos
- 2019 - Premio Clara Zetkin
- 2019 - Premio Paul Grüninger
- 2019 - Medalla de la Villa de París